# 초유

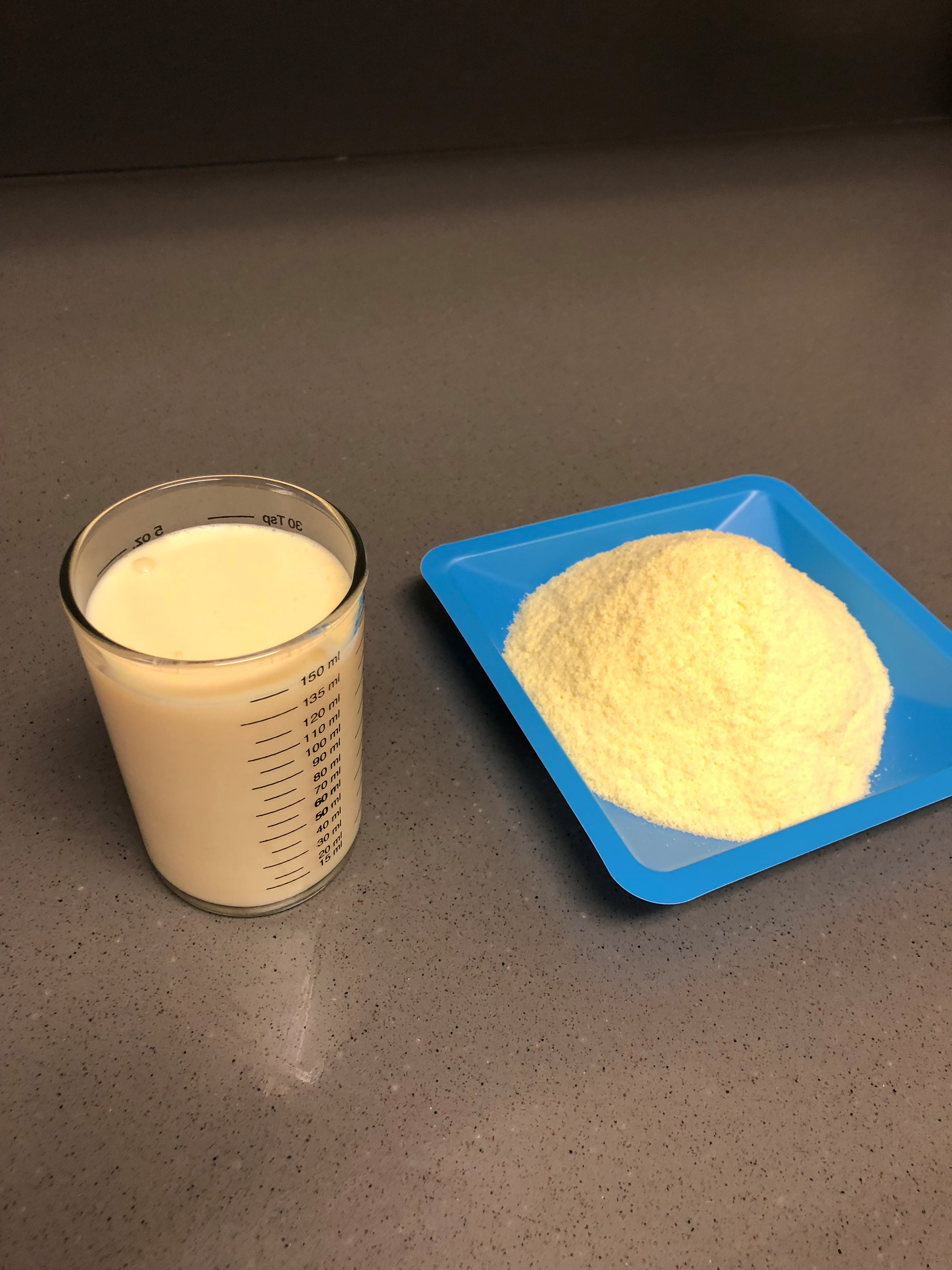

초유(初乳, 영어: colostrum)는 분만 후 며칠 동안 분비되는 젖(유즙)이다. 초유의 기간은 학술상 명확하지 않고, 산후 첫 유즙, 산후 5 일째까지, 분만 후 1 주일 이내, 산후 열흘 이내 등 다양한 해석이 있어 명확한 정의는 없다. 초유는 이후에 분비되는 젖과 성분이 다르고, 고체, 단백질, 지방, 회분, 유당이 많다. 특히 항체(IgG와 IgA, IgM)와 IGF와 EGF, NGF 등의 생장 인자가 다량 함유된 것이 특징이다. 또한 초유는 이후의 젖에 비해 열에 의한 응고를 일으키기 쉽다. 일본에서는 분만 후 5 일까지의 유즙은 종에 관계없이 식품으로 유통시키는 것을 금지하고 있다. 인간의 초유는 출산 전부터 시작되는 에스트로겐과 프로게스테론의 작용에 의해 분비가 억제되어 있다. 또한 인간의 초유는 이후에 분비되는 모유에 비해 약간 노란 띠가 있고, 양도 조금 밖에 나오지 않지만, 이 중에는 분비형 면역글로불린 A, 락토페린 등의 성분이 많이 포함되어 있어, 신생아의 목이나 소화 기관에 면역과 살균을 도와준다.

## 식이 보충제
일부 국가에서는 소와 염소, 말 등의 초유를 보충 식품으로 상품화하고 있다. 일본에서는 초유를 사용한 식품은 적지만, 유청과 락토페린 등 초유에 많이 들어있는 성분과 유사한 것이 상품화되고 있다. 소의 초유를 사용한 보충제로 미국에서 트랜스퍼 팩터가 있다.

## 같이 보기
- 모유 수유
- 유방
- 젖